# Fricke-Raum
Der Fricke-Raum, benannt nach dem Mathematiker Robert Fricke (1861–1930), bezeichnet in der Mathematik einen Modulraum, dessen Objekte markierte hyperbolische Metriken auf einer geschlossenen Fläche sind. Bei diesen Objekten handelt es sich um Riemannsche Metriken der Krümmung konstant {\displaystyle -1}. Äquivalent ist er ein Modulraum der diskreten, treuen Darstellungen von der Fundamentalgruppe der Fläche in die Isometriegruppe der hyperbolischen Ebene.
Der vergleichbare Teichmüller-Raum behandelt eigentlich den Modulraum Riemannscher Flächen, der Fricke-Raum steht für den Modulraum hyperbolischer Metriken. Der große Riemannsche Abbildungssatz (Uniformisierungssatz) zeigt, dass es in jeder Äquivalenzklasse Riemannscher Flächen vom Geschlecht {\displaystyle \geq 2} eine eindeutige hyperbolische Metrik gibt. Der Teichmüller-Raum entspricht also 1:1 dem Fricke-Raum.

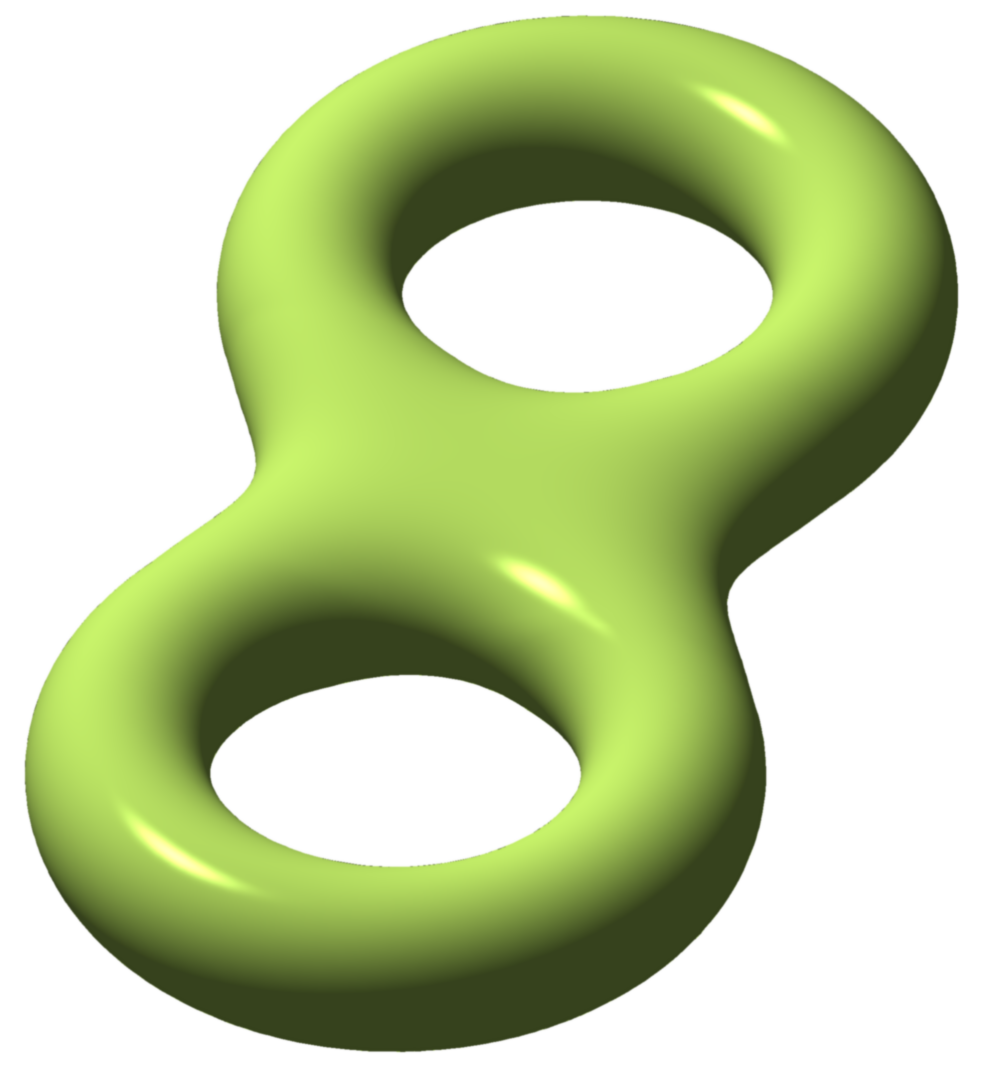
Fläche vom Geschlecht 2

## Koordinaten
Der Fricke-Raum {\displaystyle {\mathcal {F}}(S_{g})} einer Fläche {\displaystyle S_{g}} vom Geschlecht {\displaystyle g\geq 2} ist {\displaystyle (6g-6)}-dimensional und homöomorph zur offenen Einheitskugel im {\displaystyle \mathbb {R} ^{6g-6}}.
Eine mögliche Parametrisierung durch {\displaystyle 6g-6} reelle Parameter liefern die Fenchel-Nielsen-Koordinaten. Andere Koordinatisierungen ergeben sich aus der Identifizierung mit dem Teichmüller-Raum.
In moderneren Zugängen identifiziert man den Fricke-Raum häufig mit einer Komponente der Charaktervarietät {\displaystyle X(\pi _{1}S_{g},PSL(2,\mathbb {R} ))}, nämlich der Komponente, die die Charaktere aller diskreten, treuen Darstellungen enthält. (Jeder hyperbolischen Metrik entspricht jeweils ihre Monodromie-Darstellung.) Als Fricke-Koordinaten bezeichnet man dann die folgenden bereits auf Fricke zurückgehenden Koordinaten.
Fricke-Koordinaten. Sei {\displaystyle \pi _{1}S_{g}=\langle \alpha _{1},\beta _{1},\ldots ,\alpha _{g},\beta _{g}\mid \Pi _{i=1}^{g}\left[\alpha _{i},\beta _{i}\right]\rangle } die kanonische Präsentierung der Flächengruppe und {\displaystyle \rho \colon \pi _{1}S_{g}\to PSL(2,\mathbb {R} )} eine diskrete, treue Darstellung. Dann sind für {\displaystyle i=1,\ldots ,g}
{\displaystyle \rho (\alpha _{i})=\left({\begin{array}{cc}a_{i}&b_{i}\\c_{i}&d_{i}\end{array}}\right),\rho (\beta _{i})=\left({\begin{array}{cc}a_{i}^{\prime }&b_{i}^{\prime }\\c_{i}^{\prime }&d_{i}^{\prime }\end{array}}\right)}
Äquivalenzklassen von Matrizen, wobei wir o. B. d. A. {\displaystyle c_{i}>0,c_{i}^{\prime }>0} annehmen können. Die {\displaystyle 6g-6} Parameter des Fricke-Raumes sind dann
{\displaystyle (a_{1},c_{1},d_{1},a_{1}^{\prime },c_{1}^{\prime },d_{1}^{\prime },\ldots ,a_{g-1},c_{g-1},d_{g-1},a_{g-1}^{\prime },c_{g-1}^{\prime },d_{g-1}^{\prime })}.
Der Uniformisierungssatz identifiziert den Teichmüller-Raum mit dem Fricke-Raum und insbesondere liefern die Fricke-Koordinaten auch Koordinaten auf dem Teichmüller-Raum. Allerdings erhält man auf diese Weise nicht die komplexe Struktur auf dem Teichmüller-Raum, die erst von Teichmüller explizit koordinatisiert wurde.

## Flächen mit Rand

Eine Hose wird von 3 geschlossenen Kurven berandet.

Für Flächen mit Rand definiert man den Fricke-Raum als Modulraum der markierten hyperbolischen Metriken mit geodätischem Rand modulo randerhaltender Isotopien.

### Beispiele

#### Hose
Der Fricke-Raum der Hose {\displaystyle H=S_{0,3}} wird parametrisiert durch die Spuren {\displaystyle x=Tr(\rho (A)),y=Tr(\rho (B)),z=Tr(\rho (C))} der drei Randkurven {\displaystyle A,B,C} für die nach {\displaystyle SL(2,\mathbb {R} )} gehobene Monodromiedarstellung {\displaystyle \rho \colon \pi _{1}H\to PSL(2,\mathbb {R} )}. (Diese seien so orientiert, dass {\displaystyle ABC=1\in \pi _{1}H}.) Mit diesen Koordinaten ist {\displaystyle {\mathcal {F}}(S_{0,3})} der Quotient von
{\displaystyle (-\infty ,-2)^{3}\bigcup (-\infty ,-2)\times (2,\infty )^{2}\bigcup (2,\infty )\times (-\infty ,-2)\times (2,\infty )\bigcup (2,\infty )^{2}\times (-\infty ,-2)\subset \mathbb {R} ^{3}}
(wobei die 4 Zusammenhangskomponenten durch die unterschiedlichen Hebungen der Monodromiedarstellung von {\displaystyle PSL(2,\mathbb {R} )} nach {\displaystyle SL(2,\mathbb {R} )} zustande kommen) unter der Wirkung von {\displaystyle Hom(\pi _{1}H,\pm 1)}, er kann also mit {\displaystyle (-\infty ,-2)^{3}} identifiziert werden.

#### Punktierter Torus
Der Fricke-Raum des punktierten Torus {\displaystyle T=S_{1,1}} wird parametrisiert durch die Spuren {\displaystyle x=Tr(\rho (L)),y=Tr(\rho (M)),z=Tr(\rho (LM))}, wobei {\displaystyle L} die Longitude und {\displaystyle M} den Meridian des Torus bezeichnet. Mit diesen Koordinaten ist {\displaystyle {\mathcal {F}}(S_{1,1})} der Quotient von
{\displaystyle \left\{(x,y,z)\in \mathbb {R} ^{3}\colon x^{2}+y^{2}+z^{2}-xyz\leq 0\right\}\subset \mathbb {R} ^{3}}
unter der Wirkung von {\displaystyle Hom(\pi _{1}T,\pm 1)}, er kann also mit {\displaystyle \left\{(x,y,z)\in (2,\infty )^{3}\colon x^{2}+y^{2}+z^{2}-xyz\leq 0\right\}} identifiziert werden.